# العمالة المصرية في الأردن
شكلت العمالة المصرية في الأردن النسبة الأكبر من العاملين الوافدين بالمملكة إذ يُمثّل المواطنون المصريون المُقيمون في الأردن للعمل قرابة 55 بالمائة من إجمالي العمالة الأجنبية الوافدة في دولة الأردن، وبذلك تأتي الأردن في المرتبة الثانية عالميًّا بعد المملكة العربية السعودية بين أكثر الدول استقبالًا للعمالة المصرية الوافدة.
بلغ عدد العاملين المصريين داخل أراضي المملكة الأردنية الهاشمية في نهاية عام 2021 وفقًا لتقـديـرات البعثة الدبلوماسية المصرية في الأردن 920 ألف مصري مُعظمهم من المُشتغلين بالزراعة وأعمال البناء والمخابز والحرف والصناعات التحويلية وتجارة الجملة والتجزئة وإصلاح المكبات ذات المحركات والدراجات البخارية وصيد الأسماك وخدمات النقل والتخزين. وبحسب إحصائيّات وزارة العمل الأردنية، فإن 89.7 في المائة من إجمالي العمالة الوافدة كانوا أميون، و7.8 في المائة من حملة الشهادات المتوسطة.

## قوانين العمل
يُعاني العاملون المصريون في الأردن من سوء الأوضاع وسوء قوانين العمل وارتفاع رسوم الحصول على تصاريح العمل. فحتى العاملين الذين يملكون تصاريح عمل داخل المملكة كانوا عرضة للمُلاحقات الأمنية والتوقيف والترحيل في بعض الأحيان.
كما أن الحكومة الأردنية قد أقرت في عام 2023 قانونًا لتنظيم البيئة الاستثمارية حمل رقم 7 لسنة 2023، والذي حظر على العمالة الأجنبية في الأردن، ومن بينها العمالة المصرية الوافدة، مُمارسة بعض الأعمال والحرف مثل تشغيل صالونات الحلاقة، وورش تنجيد وتجديد الأثاث والمفروشات، وورش الحدادة والنجارة والألومنيوم وخراطة وتشكيل المعادن، ومشاغل تطريز وخياطة الملابس وورش صياغة المشغولات الذهبية والمجوهرات، وورش صناعة الفخار والمنتجات الخزفية ومعامل إنتاج وصنع الحلويات وتعبئة المياه المفلترة وتحميص وطحن القهوة والمكسرات المحمصة بهدف البيع المباشر. أدى القانون إلى مزيد من تضييق سوق العمل وتقليل الفرص المُتاحة أمام المصريين الباحثين عن العمل في الأردن، بينما دافع مسؤولون حكوميون عن القانون زاعمين أن إصدار القانون جاء بهدف حماية سوق العمل الأردني.